# Blues Breakers with Eric Clapton
Blues Breakers with Eric Clapton – debiutancki album zespołu John Mayall & the Bluesbreakers, wydany nakładem wytwórni Decca Records (Wielka Brytania) i London Records (USA).
Album zyskał przydomek „the Beano album” ponieważ jego okładka przedstawiała Erica Claptona czytającego brytyjski komiks Beano.

## Album

### Historia i muzyka
W 1963 roku w Londynie John Mayall założył zespół The Bluesbreakers, który w roku następnym podpisał kontrakt z wytwórnią Decca Records. W 1965 roku do Bluesbreakers dołączył, po opuszczeniu The Yardbirds, Eric Clapton. Z nim w składzie zespół nagrał album Blues Breakers with Eric Clapton. Sesja nagraniowa trwała – według Mayalla – trzy lub cztery dni, więc aby jej nie przedłużać, zespół wybrał na album te utwory, które zdążył wcześniej ograć na koncertach. Ponad połowę utworów stanowiły bluesowe standardy, w tym „All Your Love” Otisa Rusha, „Hideaway” Freddiego Kinga, „Ramblin' on My Mind” Roberta Johnsona (z pierwszym solowym wokalem Claptona), „It Ain't Right” oraz cover hitu Raya Charlesa z 1959 roku „What’d I Say”, w którym Mayall grał na organach Hammonda model B3, Flint zaprezentował solo perkusyjne, a Clapton zacytował fragment „Day Tripper” The Beatles. Oprócz coverów Bluesbreakers zagrali kilka własnych utworów, w tym „Key to Love” , „Have You Heard” i „Another Man” Mayalla oraz napisany przez Mayalla i Claptona „Double Crossing Time”. Grę zespołu uzupełniała sekcja dęta, wprowadzona przez Vernona podczas postprodukcji. Clapton grał na swojej gitarze Gibson Les Paul Standard z 1960 roku, podłączonej do wzmacniacza Marshall 1962 2×12 combo tworząc nowatorskie i wyjątkowe wówczas brzmienie, które sprawiło, że tytuł albumu rozciągnięto również na gitarę i modele wzmacniaczy: „the Blues Breaker” lub „Beano” Les Paul i Marshall Bluesbreaker.
Album doczekał się po latach licznych wznowień połączonych z jego remasteringiem oraz dodaniem, w formie bonusu, nagrań archiwalnych z tamtego okresu, w większości wcześniej niepublikowanych.

### Lista utworów
Lista i informacje według Discogs:
Side 1
| 1. | All Your Love (Rush / Dixon)           | 3:33  |
|    |                                        |       |
| 2. | Hideaway (King / Thompson)             | 3:15  |
|    |                                        |       |
| 3. | Little Girl (Mayall)                   | 2:35  |
|    |                                        |       |
| 4. | Another Man (Mayall)                   | 1:45  |
|    |                                        |       |
| 5. | Double Crossing Time (Mayall /Clapton) | 3:02  |
|    |                                        |       |
| 6. | What’d I Say (Charles)                 | 4:25  |
|    |                                        |       |
|    |                                        | 18:35 |
|    |                                        |       |
Side 2
| 1. | Key To Love (Mayall)          | 2:06  |
|    |                               |       |
| 2. | Parchman Farm (Allison)       | 2:20  |
|    |                               |       |
| 3. | Have You Heard (Mayall)       | 5:55  |
|    |                               |       |
| 4. | Ramblin' On My Mind (Johnson) | 3:07  |
|    |                               |       |
| 5. | Steppin' Out (Frazier)        | 2:30  |
|    |                               |       |
| 6. | It Ain't Right (Jacobs)       | 2:40  |
|    |                               |       |
|    |                               | 18:38 |
|    |                               |       |

### Muzycy

#### Zespół
- John Mayall – fortepian, organy, harmonijka ustna, layout
- Eric Clapton – gitara, śpiew
- John McVie – gitara basowa
- Hughie Flint – perkusja

#### Muzycy towarzyszący
- John Almond – saksofon barytonowy
- Alan Skidmore – saksofon tenorowy
- Derek Healey – trąbka

### Produkcja
- Gus Dudgeon – inżynier dźwięku
- Mike Vernon – producent

### Lista utworów (CD, wznowienie 2006, Decca)
Lista i informacje według Discogs:

#### Disc One: The Original Mono Album and 1969 Stereo Mix
| 1.  | All Your Love (Rush / Dixon)           | 3:35    |
|     |                                        |         |
| 2.  | Hideaway (King / Thompson)             | 3:14    |
|     |                                        |         |
| 3.  | Little Girl (Mayall)                   | 2:33    |
|     |                                        |         |
| 4.  | Another Man (Mayall)                   | 1:44    |
|     |                                        |         |
| 5.  | Double Crossing Time (Mayall /Clapton) | 3:02    |
|     |                                        |         |
| 6.  | What’d I Say (Charles)                 | 4:26    |
|     |                                        |         |
| 7.  | Key To Love (Mayall)                   | 2:06    |
|     |                                        |         |
| 8.  | Parchman Farm (Allison)                | 2:19    |
|     |                                        |         |
| 9.  | Have You Heard (Mayall)                | 5:54    |
|     |                                        |         |
| 10. | Ramblin' On My Mind (Johnson)          | 3:07    |
|     |                                        |         |
| 11. | Steppin' Out (Frazier)                 | 2:28    |
|     |                                        |         |
| 12. | It Ain't Right (Jacobs)                | 2:41    |
|     | Stereo Mix (November 1969)             |         |
| 1.  | All Your Love                          | 3:35    |
|     |                                        |         |
| 2.  | Hideaway                               | 3:14    |
|     |                                        |         |
| 3.  | Little Girl                            | 2:33    |
|     |                                        |         |
| 4.  | Another Man                            | 1:45    |
|     |                                        |         |
| 5.  | Double Crossing Time                   | 3:01    |
|     |                                        |         |
| 6.  | What’d I Say                           | 4:26    |
|     |                                        |         |
| 7.  | Key To Love                            | 2:05    |
|     |                                        |         |
| 8.  | Parchman Farm                          | 2:21    |
|     |                                        |         |
| 9.  | Have You Heard                         | 5:52    |
|     |                                        |         |
| 10. | Ramblin' On My Mind                    | 3:07    |
|     |                                        |         |
| 11. | Steppin' Out                           | 2:27    |
|     |                                        |         |
| 12. | It Ain't Right                         | 2:41    |
|     |                                        |         |
|     |                                        | 1:14:16 |
|     |                                        |         |

#### Disc Two: Bonus Disc
BBC 'Saturday Club' Session – 26th April 1965

1. Crawling Up A Hill (John Mayall) 2:06

2. Crocodile Walk (John Mayall) 2:22

3. Bye Bye Bird (Sonny Boy Williamson, Willie Dixon) 2:47

Immediate 45 IM012 – Released October 1965

4. I'm Your Witchdoctor (John Mayall) 2:09

5. Telephone Blues (John Mayall) 3:56

Purdah 45 3502 – Recorded Oct 1965, Released Aug 1966

6. Bernard Jenkins (Eric Clapton) 3:47

7. Lonely Years (John Mayall) 3:17

BBC 'Saturday Club' Session - 25th Oct 1965

8. Cheatin' Woman (John Mayall) 2:01

9. Nowhere To Turn (John Mayall) 1:40

10. I'm Your Witchdoctor (John Mayall) 2:08

Recorded 2nd Dec 1965, At Pye Studios (Unreleased Stereo Mix)

11. On Top Of The World (Tk 2) (John Mayall) 2:49

BBC 'Saturday Club' Session - 14th March 1966

12. Key To Love (John Mayall) 2:01

13. On Top Of The World (John Mayall) 2:32

Recorded Live At Flamingo Club, London, 7th November 1965

14. They Call It Stormy Monday (T-Bone Walker) 4:33

15. Intro Into Maudie (Intro: John Mayall, Maudie: John Lee Hooker) 2:25

16. It Hurts To Be In Love (Julius Dixon, Rudolph Toombs) 3:21

17. Have You Ever Loved A Woman (Billy Myles) 6:42

18. Bye Bye Bird S(onny Boy Williamson, Willie Dixon) 3:49

19. Hoochie Coochie Man (Willie Dixon) 3:53

### Informacje dot. utworów
- Oryginalny album (utwory od 1-1 do 1-12) wydany w lipcu 1966 roku jako Decca LK 4808
- Album stereo (utwory od 1-13 do 1-24) wydany w grudniu 1969 roku jako Decca SKL 4804
- Utwory 2-1 do 2-3, 2-8 do 2-13 wcześniej niewydane
- Utwór 2-14 pierwotnie pojawił się na Looking Back (Decca SKL 5010) w sierpniu 1969 roku
- Utwory od 2-15 do 2-19 pojawiły się wcześniej na John Mayall - Primal Solos (Decca TAB 66) w kwietniu 1983 roku
- Kompilacja: 2006 Decca Music Group Ltd

## Odbiór

### Opinie krytyków
| Oceny łączne                  | Oceny łączne |
| Publikacja                    | Ocena        |
| ----------------------------- | ------------ |
| Album of the Year             | 87/100       |
| Recenzje                      |              |
| Publikacja                    | Ocena        |
| AllMusic                      | [ 1 ]        |
| Mojo                          | [ 9 ]        |
| The Rolling Stone Album Guide | [ 10 ]       |
| Tylko Rock                    | [ 11 ]       |

Zdaniem  Bruce’a Edera z AllMusic album był „przełomowym albumem bluesowym lat sześćdziesiątych, być może najlepszym brytyjskim albumem bluesowym, jaki kiedykolwiek powstał i najlepszy longplayem nagranym przez Bluesbreakers Johna Mayalla (...) i kulminacją bardzo udanego roku grania z Johnem Mayallem, w pełni zrealizowanym bluesowym dziełem”. Autor podkreśla doskonałą grę Claptona i Mayalla oraz współdziałanie sekcji rytmicznej, jak również zasługę Vernona jeśli chodzi o „czystość i prostotę płyty”.
Wkład Claptona w muzykę albumu podkreślają również Paul Evans z wydawnictwa The Rolling Stone Album Guide oraz Tony Russell z magazynu Mojo. Ten ostatni określił album jako „ikoniczny”.
Owen Bailey z magazynu Guitar.com jest przekonany, że „album Beano jest matecznikiem blues-rockowej gitary i bez jego wpływu legion gitarzystów – wśród nich Peter Green, Gary Moore, Jeff Beck, Eddie Van Halen, Billy Gibbons, Joe Bonamassa, John Mayer, Stevie Ray Vaughan, a nawet Hendrix – mógł brzmieć zupełnie inaczej.
Blues Breakers with Eric Clapton to „legendarna płyta, kwintesencja stylu zwanego białym elektrycznym bluesem” – uważa Krzysztof Celiński z miesięcznika Tylko Rock. Wtóruje mu redakcyjny kolega, Marcin Gajewski: „Ta płyta, to po prostu blues-rockowa uczta. Jest tu jakaś zadziwiająca świeżość. Jakiś ujmujący czar. Jest tak ważna w bluesie dusza, pasja, emocje”.

### Dziedzictwo
Ten jeden album, który pan Clapton nagrał z Mayallem, jest często uznawany za początek elektrycznego boomu bluesowego w latach 60. wśród młodych Amerykanów i Brytyjczyków. Z piosenkami Roberta Johnsona, Otisa Rusha, Freddiego Kinga i Raya Charlesa, a także samego Mayalla, album prezentował repertuar, aranżacje i gęste brzmienie gitary, które miało być powszechnie kopiowane przez setki zespołów w Wielkiej Brytanii i Stanach Zjednoczonych.

Również zdaniem Chrisa Jonesa z BBC Mayall i Clapton nadali bluesowi nowy wymiar. Zaproponowany przez nich blues rock miał panować przez lata w świecie muzycznego „undergroundu”, a połączenie przez Claptona starego Gibsona Les Paula z przesterowanym wzmacniaczem Marshalla okazało się być rewolucyjnym pociągnięciem, które sprawiło, że w krótkim czasie w całej Wielkiej Brytanii pojawili się liczni naśladowcy.
Podobnie uważa Harry Shapiro z magazynu Classic Rock: „Eric Clapton nie wynalazł gitary bluesowej, ani jego gra nie była szczególnie innowacyjna, zapożyczając się tak mocno od Freddiego Kinga i Otisa Rusha. Ale jako młody, biały muzyk grający w sposób, w jaki zrobił to na tym albumie, zasygnalizował tysiącom początkujących gitarzystów, że mogą przyjąć bluesa jako własnego, przekształcić go na swój własny obraz i pchnąć muzykę dalej”.

### Listy tygodniowe
| Kraj            | Lista           | Pozycja |
| --------------- | --------------- | ------- |
| Wielka Brytania | UK Albums Chart | 6       |

### Certyfikaty sprzedaży
- Wielka Brytania: złota płyta (29 stycznia 2016)[18]

### Wyróżnienia
- 1. miejsce na liście 30 najlepszych brytyjskich albumów blues-rockowych w historii (The 30 best British Blues Rock albums ever) magazynu Classic Rock[19]
- 195. miejsce na Liście 500 albumów wszech czasów magazynu Rolling Stone[20]